# Ponte da Barca
Ponte da Barca ('põt(ɨ) dɐ 'baɾkɐ) è un comune portoghese di 12 909 abitanti situato nel distretto di Viana do Castelo.

## Società

### Evoluzione demografica
| Popolazione di Ponte da Barca (1801 – 2004) | Popolazione di Ponte da Barca (1801 – 2004) | Popolazione di Ponte da Barca (1801 – 2004) | Popolazione di Ponte da Barca (1801 – 2004) | Popolazione di Ponte da Barca (1801 – 2004) | Popolazione di Ponte da Barca (1801 – 2004) | Popolazione di Ponte da Barca (1801 – 2004) | Popolazione di Ponte da Barca (1801 – 2004) | Popolazione di Ponte da Barca (1801 – 2004) |
| ------------------------------------------- | ------------------------------------------- | ------------------------------------------- | ------------------------------------------- | ------------------------------------------- | ------------------------------------------- | ------------------------------------------- | ------------------------------------------- | ------------------------------------------- |
| 1801                                        | 1849                                        | 1900                                        | 1930                                        | 1960                                        | 1981                                        | 1991                                        | 2001                                        | 2004                                        |
| 10 543                                      | 9 488                                       | 12 962                                      | 13 634                                      | 16 265                                      | 13 999                                      | 13 142                                      | 12 909                                      | 13 026                                      |

## Freguesias
- Azias
- Boivães
- Bravães
- Britelo
- Crasto
- Cuide de Vila Verde
- Entre Ambos-os-Rios
- Ermida
- Germil
- Grovelas
- Lavradas
- Lindoso
- Nogueira
- Oleiros
- Paço Vedro de Magalhães
- Ponte da Barca
- Ruivos
- Salvador de Touvedo
- Sampriz
- Santiago de Vila Chã
- São João Baptista de Vila Chã
- São Lourenço de Touvedo
- São Pedro de Vade
- São Tomé de Vade
- Vila Nova da Muía

## Amministrazione

### Gemellaggi
Ponte de Barca è gemellato con:
- Les Clayes-sous-Bois